# アレクサンドル・クリモフ
アレクサンドル・イグナティエヴィチ・クリモフ（露: Александр Игнатьевич Климов；英語: Alexandr Ignatievich Klimov、1898年9月12日（ユリウス暦8月30日） コスタナイ（現カザフスタン） - 1974年 レニングラード）はソビエト連邦の指揮者。

## 概要
キエフ大学哲学部で学び1925年に卒業した後、1928年までキエフ音楽･演劇学校でヴァレリアン・ベルジャーエフに師事する。卒業後、キエフで短期間教職に就いた後、ティラスポリ（1931年 - 1933年）、スターリノ（1933年）、サラトフ（1934年 - 1937年）、ハルキウ（1937年 - 1940年）、オデッサ（1940年 - 1941年）の各都市で指揮活動を行う。大祖国戦争による疎開中は、ウクライナ交響楽団やタジク共和国歌劇場の指導を行う。戦後はオデッサ・オペラ・バレエ劇場指揮者及びオデッサ音楽院教授に迎えられ、1948年から1954年まではキエフ音楽院の校長を務めた。1954年からキエフ･オペラ･バレエ劇場の首席指揮者を務めた後、1961年、レニングラードのキーロフ歌劇場の首席指揮者に迎えられ1967年まで務めた。
1974年にレニングラードで死去。

## 受章
- レーニン勲章（1960年11月24日）

## 家族・親族
- 妻は、ハープ奏者のZinaida Omelyanivna Shekhovtsova-Klimova（1914-？）
- 息子はヴァイオリニストのヴァレリー・クリモフであり、第1回チャイコフスキーコンクール（1958）の受賞者。